# Pershyttan

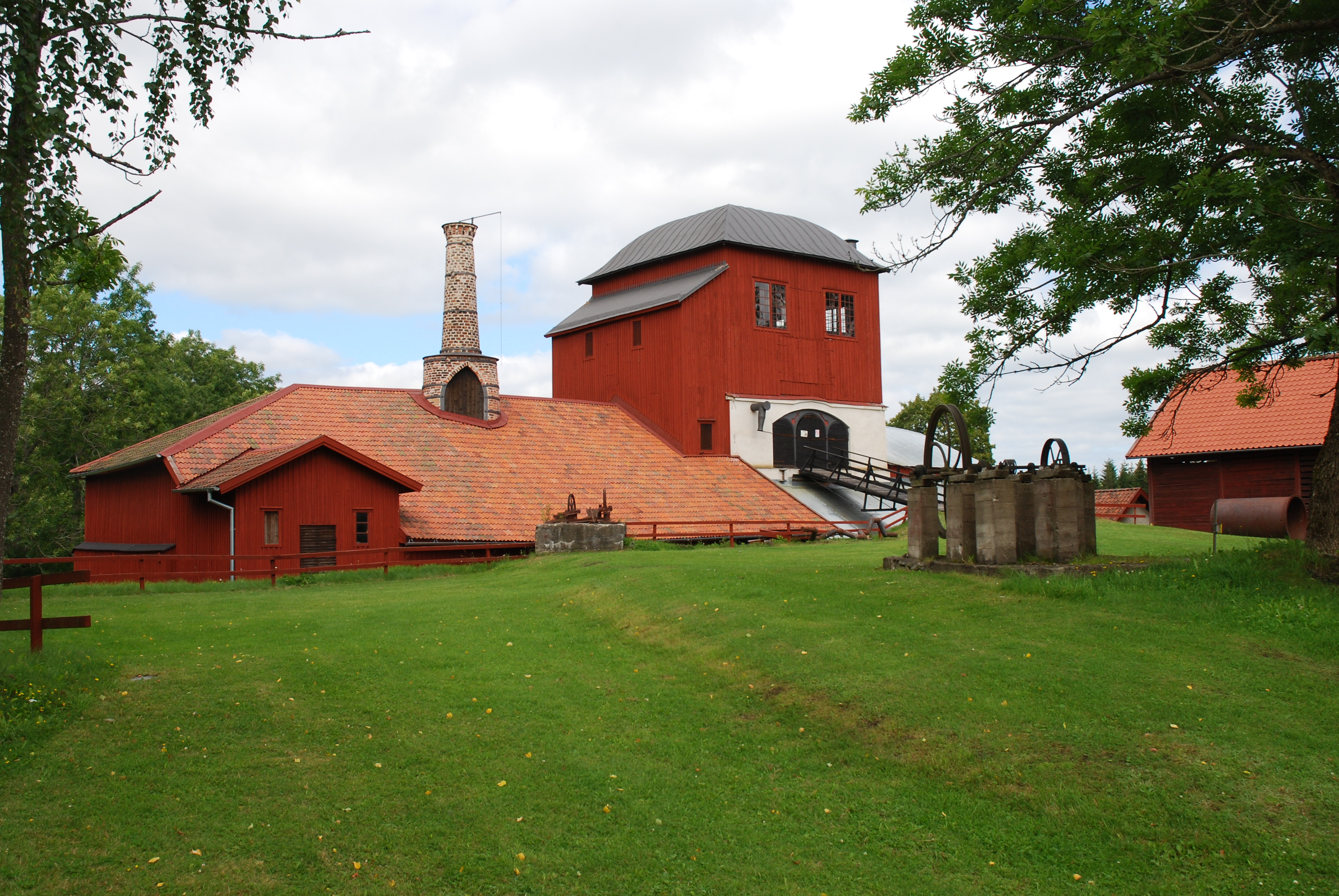
Hoogoven in Pershyttan. De pijp is van de roosteroven.

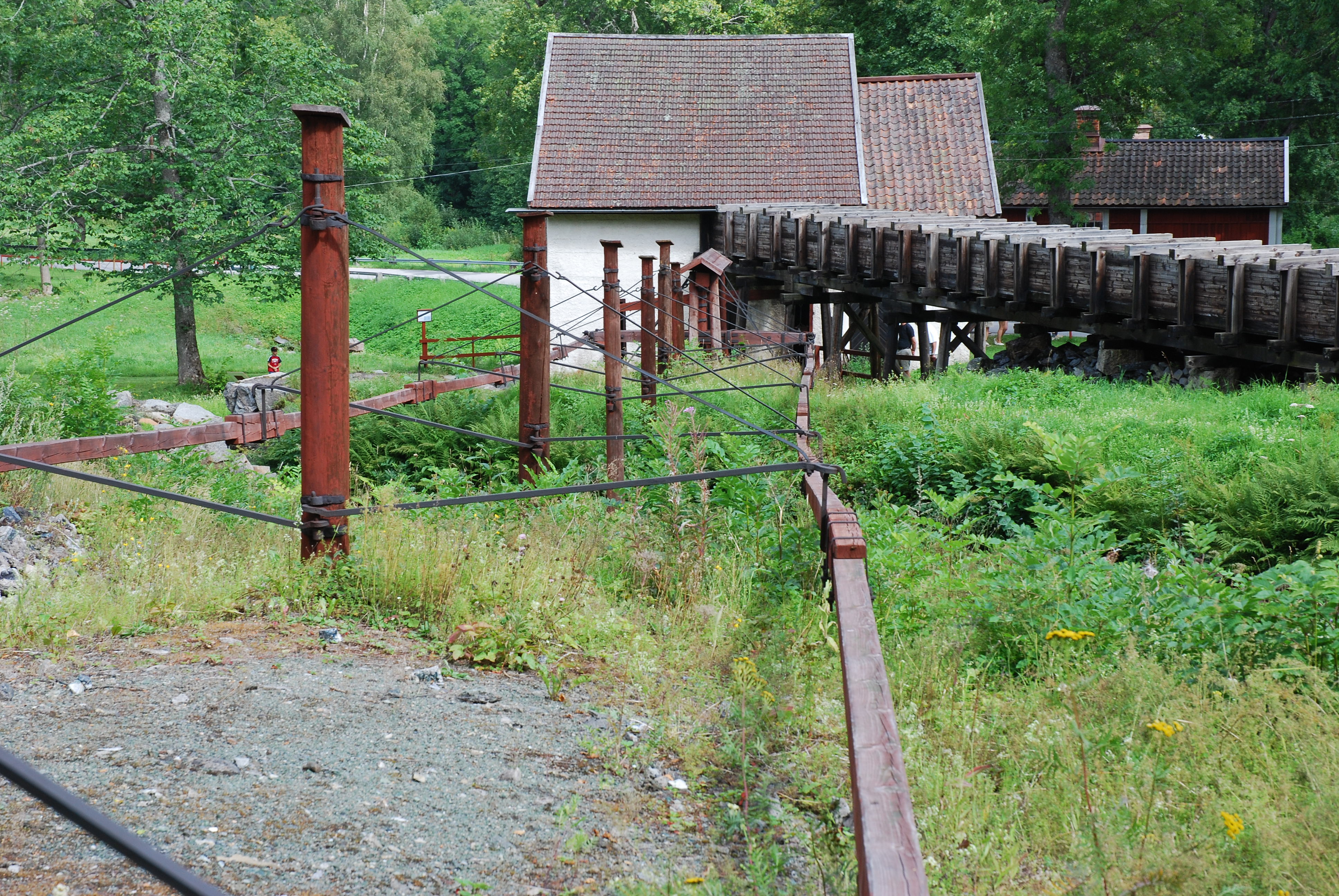
Stangenbaan en watermolen in Pershyttan.

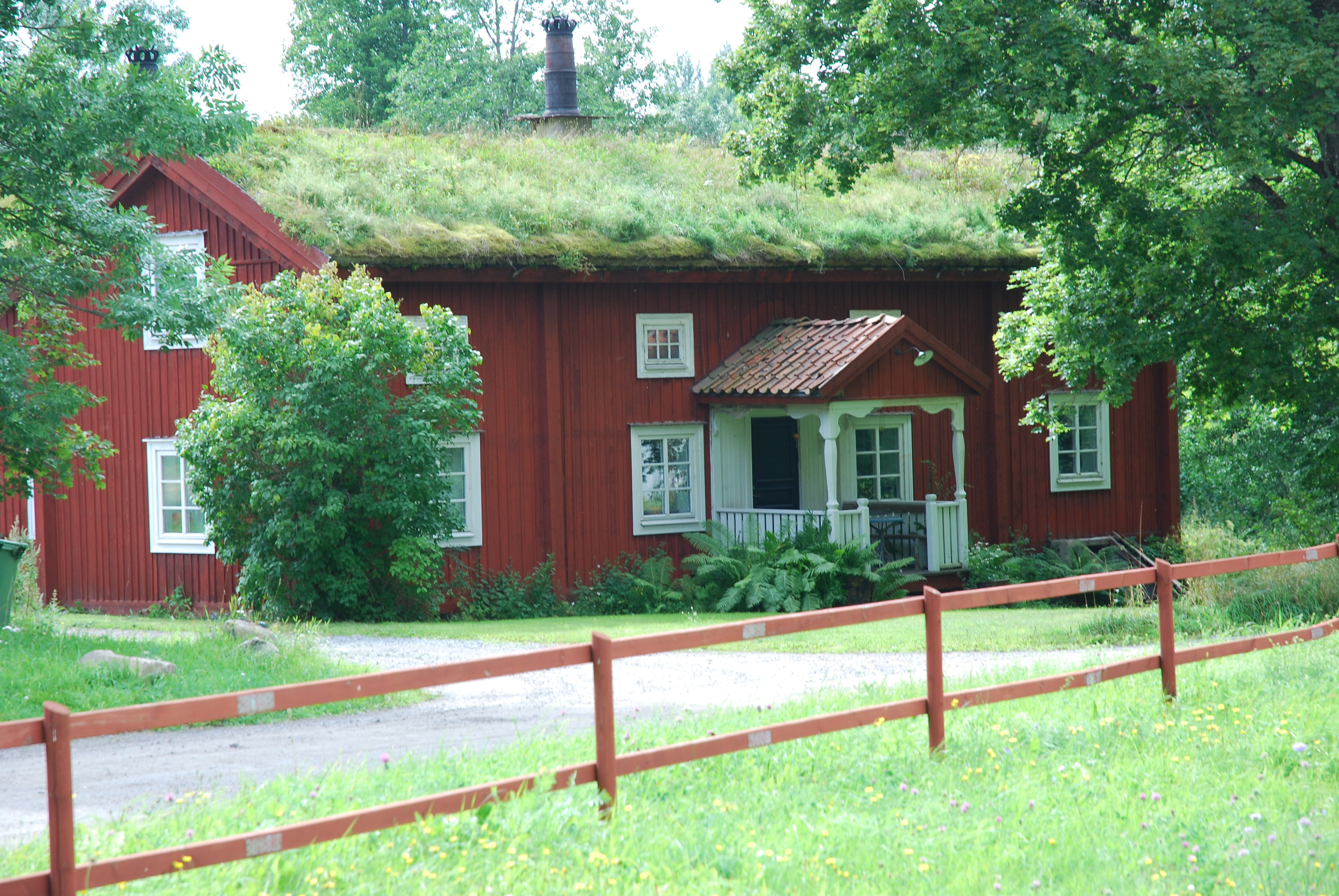
Mijnwerkerswoning in Pershyttan.

Pershyttan is een historisch mijndorp drie kilometer ten zuidzuidwesten van Nora in Zweden. Het is een levend museum voor de winning en verwerking van ijzererts in de streek Bergslagen. De geschiedenis van de mijnbouw alhier gaat terug tot het begin van de veertiende eeuw. De laatste mijn sloot in 1967. De plaats Pershyttan voldoet niet aan de definitie van een tätort.
In december 2004 werd Pershyttan tot beschermd erfgoedgebied verklaard. De oppervlakte van het beschermde gebied bedraagt 128 hectare. Op lange termijn zal een zestigtal gebouwen worden opgeknapt.

## Hoogoven
In Pershyttan staat een van de bestbewaarde traditionele hoogovens van Zweden. Hij werd gebouwd in 1856 en werd met houtskool gestookt. De hoogoven werkte voor het laatst op 30 april 1954. Naast de eigenlijke hoogoven staat een roosteroven. Daarin werd het ijzererts eerst geroosterd om bepaalde ongewenste stoffen te laten ontwijken.
Bij de hoogoven hoort verder een grote houtskoolberging. Een meiler houtskool kon de hoogoven nog geen twaalf uur in bedrijf houden. Geen wonder dus dat het gebied rond Pershyttan ruim een eeuw geleden helemaal kaalgekapt was voor het hout dat tot houtskool verwerkt werd. In 1871 werd de spoorlijn aangelegd. De houtskool voor de hoogoven kon toen vanuit Norrland worden aangevoerd.

## Watermolen met stangenbaan
In Pershyttan bevindt zich een van de grootste werkende waterraderen van Zweden. Het wint waterkracht uit de beek Smygarebäcken, die Pershyttan van zuid naar noord doorsnijdt. Het waterrad is een Polhem-rad, dat een stangenbaan aandrijft. De stangenbaan brengt de mechanische energie over naar de mijnen, waar pompen en hijsinrichtingen moesten worden aangedreven. De stangenbaan werd gebouwd in 1684, tijdens het leven van de bekende Zweedse werktuigbouwkundige Christoffel Polhem. Hij keek de techniek af in Duitsland, en verbeterde die verder. In 1784 had de stangenbaan een lengte van 600 meter. Er waren verschillende horizontale wielen, waar de baan zich splitste naar verschillende mijnen. De baan deed dienst tot in de jaren dertig. Op veel andere plaatsen in Zweden was men al rond 1900 overgegaan op elektrische energie-overdracht. De stangenbaan werd gerestaureerd in 1984 en is nu tweehonderd meter lang. In het zomerseizoen is hij in werking te zien.
Behalve van waterkracht werd ook veel gebruikgemaakt van de trekkracht van paarden. In de omgeving moest niet alleen land worden gereserveerd voor bos voor houtskool, maar ook voor weideland om de paarden van voedsel te voorzien.

## Mijnbouw
Bij Pershyttan liggen de volgende mijnen:
1. De Åkergruva ten westen van het dorpje. Deze mijn was in bedrijf tussen 1820 en 1966. Hij is driehonderd meter diep en is ondergronds verbonden met twee andere mijnen, de Vretgruva en de Kettilgruva, die meer naar het zuiden liggen. De Åkergruva is voorzien van een opvallende lifttoren. De lifttoren werd in 1917 uit hout gebouwd en is later met metaalplaten bekleed. Bij de Åkergruva staat een transformatorhuisje uit 1929, een liftbedieningshut uit 1956 en een mijnwerkersgebouw uit datzelfde jaar.
2. De Lockgruva ten noordoosten van Pershyttan werd reeds in de middeleeuwen geëxploiteerd en is veertig meter diep. In de zomer kan men onder leiding van een gids in de mijn afdalen.
3. De Storgruva (grote mijn) anderhalve kilometer ten noorden van het dorpje. Hier zijn een houten liftgebouw en een grote houten ertsverwerkingsfabriek aanwezig. De mijn was in bedrijf tot 1967. Er bestaan plannen de Storgruva te gebruiken als onderzoeks- en trainingscentrum voor toekomstige mijnbouw op de Maan.[3]

## Verkeer
Pershyttan heeft een kopstation van de Nora Bergslags Veteran-Jernväg. Bij de treinhalte is een klein bezoekerscentrum. Er is een wandelroute van ruim een kilometer langs de belangrijkste bezienswaardigheden. De hoogoven mag slechts met een gids worden betreden. Pershyttan ligt aan de landelijke fietsroute Sverigeleden.